# Barbro Holm-Löfgren
Barbro Eugenia Holm-Löfgren, född 30 januari 1935 i Lidingö, död där 25 november 2005, var en svensk folklivsforskare, journaalist och författare.
Holm-Löfgren, som var dotter till skolinspektör Carl Holm och lärare Anny Eriksson, avlade journalistexamen 1955, blev filosofie kandidat 1974 och framlade en avhandling 1980. Hon var verksam som journalist inom dags-, vecko- och fackpress, bland annat Idun, Dagens Nyheter och Vi, från 1956 och var redaktör för Tidningsnytt. Hon bedrev även informationsarbete, internationellt utvecklingsarbete, och chefsutbildning och producerade utbildningsmaterial på eget förlag. Hon drev det egna företaget Positiv Kommunikation AB från 1982. Hon bedrev forskning i företagskultur/vårdkultur för Trygghetsrådet och Trygghetsfonden. Hon var medlem i Nya Idun.
Med inspiration från sin forskning startade Holm-Löfgren 1975 Quinnor kan, "en fredsrörelse mellan kvinnor och män", för vilket hon 1978 tilldelades Fredrika Bremer-förbundets jubileumsstipendium. Tillsammans med Eva Sternberg och Margareta Söderbaum tog hon 1982 initiativ till stiftelsen Kvinnor kan, vilken 1984 för första gången arrangerade idémässan med samma namn i Göteborg.